# Ude og Hjemme
 For alternative betydninger, se Ude og Hjemme (1877-1884).
Ude og Hjemme er et dansk ugeblad, der er udgivet siden 1926 af Aller Press. Bladets oplag er på 168.205 (Dansk Oplagskontrol, 1. halvår 2007), men læses af 613.000 (TNS Gallup, 1. halvår 2007).
Bladet udkommer hver onsdag. Det er et typisk familieugeblad, hvis indhold lægger vægt på portrætter, underholdning, mad, sundhed, håndarbejde og mode. Indenfor gruppen af familieugeblade har Ude og Hjemme været et af de største målt på oplag, men i takt med tendensen blandt øvrige ugeblade har det været støt faldende de senere år.